# Nina Lugovskaja
Nina Sergeevna Lugovskaja (Нина Сергеевна Луговская), född 25 december 1918 i Moskva, död 27 december 1993 i Vladimir, var en sovjetisk konstnär och scenarbetare.

## Biografi
Nina Sergeevna Lugovskaja skrev dagbok från 13 års ålder. Dagböckerna beskriver dels hennes problematiska tonårstid men ger även insikt om livet i Stalins Sovjetunionen. Både Nina och hennes far var kritiska till systemet. År 1937 hittade NKVD dagboken och tillsammans med mamman och två systrar döms hon till fem års straffarbete och sju års exil i Sibirien; fadern var då redan fängslad. Under sin fortsatta levnad uttryckte hon ingen öppen regimkritik. Efter hennes död publicerades dagboken. Boken har jämförts med Anne Franks dagbok, men torde litterärt inte kunna jämföras med denna då huvudparten av boken rör sig om trivia. Den 24 mars 1933 skrev Nina Lugovskaja om Stalin i sin dagbok:
| ” | Flera dagar låg jag i sängen och bara drömde om att döda honom. Hans löften, diktatorn, fähunden och svinet, den eländige georgiern, som stympar Ryssland. Vad? Det stora Ryssland och det stora ryska folket har hamnat i händerna på en bov. | „ |